# Камалетдинов, Мурат Абдулхакович
Мурат Абдулхакович Камалетдинов (18 июля 1928, Томск — 1 июля 2013, Уфа) — геолог-нефтяник, доктор геолого-минералогических наук (1972), заслуженный деятель науки Башкирской ССР (1976), директор Института геологии Башкирского филиала АН СССР (1976—1991), профессор (1981), академик Академии наук Республики Башкортостан (1991), почётный член РАЕН, академик Экологической академии России и Уральской Геологической академии.

## Биография
Родился 18 июля 1928 года в Томске.
Окончил Казанский государственный университет в 1953 году и начал трудовую деятельность прорабом геологической экспедиции геолого-поисковой конторы г. Стерлитамака Башкирской АССР. В 1955 г. Мурат Абдулхакович становится начальником геологической партии, затем — начальником геологической экспедиции, главным геологом Стерлитамакской геолого-поисковой конторы.
С 1969 года работал в Институте геологии Башкирского филиала АН СССР — сначала старшим научным сотрудником, с 1974 года возглавлял лабораторию тектоники. В 1976—1991 годах — директор Института геологии Башкирского филиала АН СССР.
В 1974—1997 годах читал лекции в Башкирском государственном университете (ныне Уфимский университет науки и технологий).
М. А. Камалетдинов участвовал в открытии Табынского, Ромадановского, Воскресенского, Шабагишского, Ермолаевского, Торгасского, Тейрукского и других месторождений нефти Предуралья и разработал новую эффективную методику их поисков.
В 1954 году, когда в советской геологии шарьяжи отрицались, он впервые доказал существование крупномасштабного Каратауского шарьяжа на западном склоне Южного Урала. Затем последовало открытие им множества других тектонических покровов и большого числа аллохтонных останцов на Южном и Среднем Урале, которые до него ошибочно принимались за антиклинальные поднятия. Это привело к коренному пересмотру традиционных фиксистских взглядов и смене их на новую парадигму, утверждающую покровное строение Уральских гор.
В 1983 г. в Башкирской АССР прошла выездная сессия Отделения геологии, геофизики, геохимии и горных наук АН СССР, в которой участвовали 11 академиков и членов-корреспондентов АН СССР — весь цвет геологической науки страны из Москвы, Ленинграда, Свердловска, Минска, Уфы и других городов — более 70 человек. По решениям сессии, впервые после многих лет запрета, шарьяжное строение Урала признали официально.

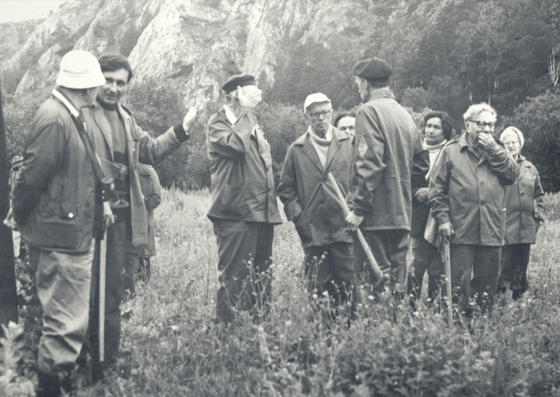
Выездная сессия Отделения геологии, геофизики, геохимии и горных наук АН СССР. Южный Урал, 1983 г. Слева направо: Б. С. Соколов, М. А. Камалетдинов, А. Л. Яншин, А. В. Пейве, второй справа — В. Е. Хаин.

Создал геотектоническую научную школу, в которой горизонтальным движениям тектонических пластин земной коры отводится главная роль в её структуре и истории развития. Совместно с Р. А. Камалетдиновым в 1971 г. он впервые установил, что образование предгорных прогибов связано с изостатическим погружением краёв континентальных платформ под весом надвигающихся на них орогенных сооружений. Совместно с Ю. В. Казанцевым и Т. Т. Казанцевой выполнил сравнительный анализ тектоники Урала с Крымом, Кавказом, Памиром, Гималаями, Аппалачами, Скалистыми горами и другими орогенными зонами, результаты которого позволили впервые прийти к выводу о шарьяжно-надвиговом строении всех горных поясов мира и их аллохтонном залегании на континентах. Был сделан прогноз перспективности на нефть и газ подаллохтонных зон. Совместно с Д. В. Постниковым были изучены фундаменты древних и молодых платформ: Восточно-Европейской, Западно-Европейской, Сибирской, Западно-Сибирской, Северо-Американской, Африканской. Установлено, что все они также имеют шарьяжно-надвиговую структуру. Анализ обширных данных показал существование генетической связи аллохтонов с полезными ископаемыми, создающими условия как для генерации, так и для скопления их в залежи.

М. А. Камалетдинов (показывает правой рукой) проводит геологическую экскурсию на Южном Урале, 1983 г. Участники (слева направо): академик Е. Е. Милановский, чл.-корр. В. Д. Наливкин, профессор А. Р. Кинзикеев, академик П. Н. Кропоткин (третий слева с молотком), академик А. Л. Яншин, академик В. Е. Хаин, Ю. В. Казанцев (с картой), академик Б. С. Соколов (третий справа) и др.

Создал глобальную геологическую теорию, названную шарьяжно-надвиговой. Согласно данной теории, шарьяжи представляют главные структурные элементы каменной оболочки нашей планеты, движением которых обусловлены основные геологические процессы в прошлом и настоящем: горообразование, складчатость, осадконакопление, магматизм, метаморфизм, сейсмичность, а также формирование важнейших полезных ископаемых (нефти, газа, руд металлов, алмазов и других минералов). Шарьяжно-надвиговая теория позволила непротиворечиво объяснить геологические явления и процессы в их причинно-следственных связях с единых мобилистских позиций и явилась крупным научным достижением современной геологии.
Является одним из основателей и организаторов Государственного бюджетного научного учреждения «Академия наук Республики Башкортостан» (1991).
Скончался 1 июля 2013 года в городе Уфа.

## Звания и награды
- 1976 — Заслуженный деятель науки Башкирской ССР.
- 19?? — Медаль «За трудовую доблесть»
- 1986 — орден Трудового Красного Знамени

## Членство в организациях
- член КПСС
- член межведомственного тектонического комитета АН СССР (1976—1991)
- член комиссии по международным тектоническим картам
- член комиссии по присуждению Государственных премий РСФСР
- член Советского комитета защиты мира
- член Башкирского областного совета профсоюзов
- академик АН РБ (с 1991)
- почётный член РАЕН (с 1997)